# Neosphaeroma pentaspina
Neosphaeroma pentaspina is een pissebed uit de familie Sphaeromatidae. De wetenschappelijke naam van de soort is voor het eerst geldig gepubliceerd in 1926 door Baker.